# KTM 950 Super Enduro R
La 950 Super Enduro R est un modèle de motocyclette du constructeur KTM, présentée au salon de Munich en 2005. C'est une version dépouillée de l'Adventure, dédiée à la balade dans les grands espaces.

## Technique
Elle en reprend le bicylindre en V de 950 cm3 mais délaisse le carénage, la selle relativement confortable et les suspensions routières. Les éléments de suspensions sont choisis dans le catalogue de la filiale WP. Les débattements de suspensions sont diminués par rapport à l'Adventure S, mais la hauteur de selle augmente de 5 mm.
Le freinage est assuré par un ensemble Brembo, composé d'un disque de 300 mm et un disque de 240 mm respectivement à l'avant et à l'arrière, pincés par des étriers flottants à doubles pistons. Le réservoir est ramené à 13 litres et l'échappement est signé Akrapovic.
La 950 adopte des jantes à rayons Excel chaussées de pneus à crampons plus adaptés au tout-terrain. Elle se veut la concurrente directe de la BMW HP2.

## Informations complémentaires
- Compression : 11,5:1
- Graissage sous pression, 2 pompes Eaton
- Graissage du moteur : 2,1 l. Motorex Power Synt 4T 10W50
- Transmission primaire : 67:35
- Transmission finale : 17:42
- Allumage : Allumage par batterie Denso
- Démarrage : démarreur électrique
- Boucle arrière de cadre : Acier 25CrMo6
- Guidon : Aluminium, conique
- Chaîne : à joints, 5/8 x 1/4"
- Silencieux :  x acier spécial avec catalyseur
- Garde au sol : 296 mm
- Batterie : 12 V / 11,2 Ah